# Affaire Thinet
L'affaire Thinet est une affaire politico-financière française qui s'est déroulée à Issy-les-Moulineaux (Hauts-de-Seine) en 1990. Il s'agit de l'un des nombreux volets de l'affaire Elf.

## Résumé
En 1990, la compagnie pétrolière Elf vend un terrain à Issy-les-Moulineaux dans les Hauts-de-Seine pour 200 millions de francs à la société Thinet. Six jours plus tard, Thinet le revend pour près de 300 millions de francs à la société d'économie mixte SEM 92, présidée par un proche de Charles Pasqua, Pierre-Henri Paillet,. Au passage, 59 millions de francs de commissions occultes sont évaporées dans des « caisses noires ».

## Les faits
En décembre 1990, la société Thinet signe avec Elf une promesse de vente des terrains entre la rue Camille-Desmoulins et la rue Jules-Ferry à Issy-les-Moulineaux. Il s'agit d'une friche industrielle de 28 300 mètres carrés. Le plan d'occupation des sols (POS) ne prévoit à l'époque que des constructions de deux niveaux et oblige tout promoteur à verser une taxe importante en cas de dépassement de la barre de 30 000 m2 construits. Malgré ces limitations d'urbanisme, la société Thinet se porte acquéreur.
En juin 1991, le conseil municipal d'Issy-les-Moulineaux présidé par André Santini, proche de Charles Pasqua et frère de Dominique Santini, décide de créer une ZAC. « Conséquence immédiate, on peut construire sur trois niveaux et cela supprime la taxe. » dira le président du tribunal du procès Elf Michel Desplan.
La valeur du terrain grimpe de 50 % et l'administration fiscale évalue alors la parcelle à 300 millions de francs. Occultant cette donnée, le 25 juillet 1991, Elf signe avec Thinet à la valeur de décembre 1990, soit 200 millions de francs.
Six jours après son achat, le promoteur revend à la SEM 92 pour près de 300 millions de francs.
Sur cette plus-value subite, 59 millions de francs  de commissions occultes seront distribués. Dès novembre 1990, une première salve de 25 millions de francs atterrit sur le compte suisse Prome d'Alfred Sirven. Il ventile aussitôt sur des comptes d'Alain Guillon (10,30 millions de francs), le directeur du raffinage, et d'André Tarallo (6,2 millions de francs), le « Monsieur Afrique ». Une autre commission de 9 millions de francs  part ensuite pour un autre intermédiaire, puis un dernier train de 25 millions de francs, en mars 1991, alimente le compte suisse Mineral d'Alfred Sirven qui redistribue ensuite selon les clés de répartition connues de lui seul.
« Elf nous avait demandé ces commissions, 66 millions de francs au départ, puis 59, c'était une condition obligatoire pour avoir l'affaire », assure le promoteur Bruno Guez, dirigeant de Thinet, au procès de l'affaire Elf. « Mais je ne m'en suis pas occupé », se défend-il au micro, rejetant toutes les négociations sur son directeur financier, « malheureusement décédé sur la voie publique ». « Alfred Sirven avait dit qu'il avait l'aval de sa hiérarchie, on pensait qu'il s'agissait pour Elf de financer une opération dans les pays de l'Est », ajoute le promoteur.
« Mon sentiment est que ce montage a été fait non par une personne, mais par un groupe d'intérêt. Il fallait l'accord de la mairie d'Issy-les-Moulineaux et du conseil général des Hauts-de-Seine», déclare Jean-François Pagès, le directeur immobilier d'Elf, persuadé qu'« un habillage » a permis de dégager des commissions occultes.
Michel Desplan, le président du tribunal, rappela que « le nom de Charles Pasqua, président du conseil général des Hauts-de-Seine, a été cité dans le dossier et a bénéficié d'un non-lieu ».